# Das Schloß Dürande

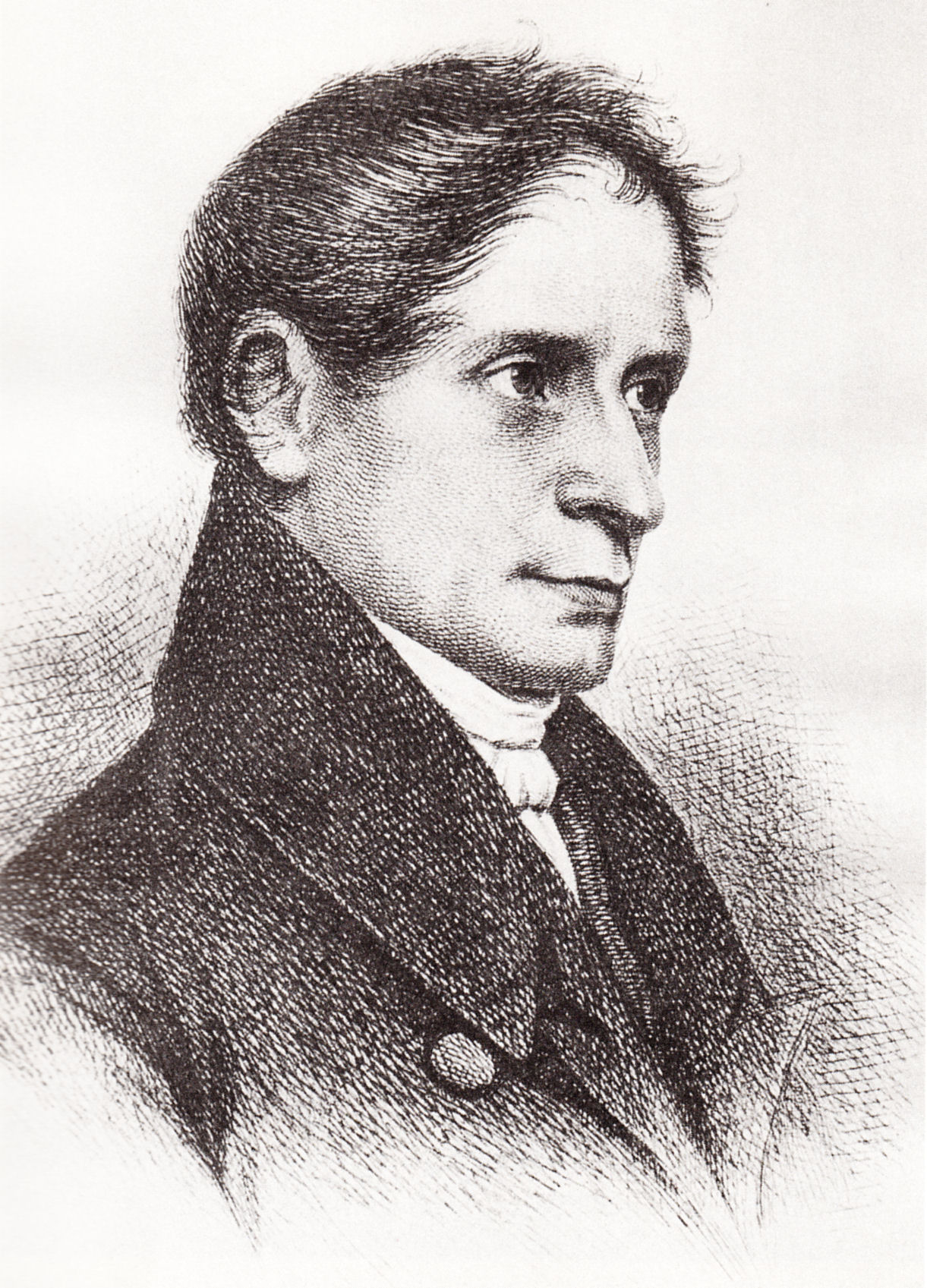
Joseph von Eichendorff

Das Schloß Dürande ist eine Novelle von Joseph von Eichendorff, die, im Winter 1835/1836 entstanden, zur Herbstmesse 1836 in dem Almanach Urania im Verlag F. A. Brockhaus in Leipzig erschien.
Der Jäger Renald geht gewaltsam gegen die Beziehung seiner Schwester mit dem jungen Grafen von Dürande vor und kommt dabei um.

## Inhalt
Schloss Dürande bei Marseille um 1789. Der junge Jäger Renald, im Dienst der Grafen Dürande stehend, entdeckt, dass seine Schwester Gabriele sich mit dem jungen Hippolyt Dürande trifft, allerdings ohne um seine Identität zu wissen. Er spürt beide auf und versucht den Grafen zu erschießen, verletzt dabei aber nur seine Schwester leicht. Daraufhin schickt er Gabriele zu einer Verwandten ins Kloster, wo sie einige Zeit bleibt. Sie sehnt sich nach ihrem Geliebten und er scheint sie bei den Klostergebäuden zu suchen. Schließlich führt er bei einem Besuch der Priorin eine Begegnung mit ihr herbei und Gabriele erfährt, wer er ist. Bevor Hippolyt sich für den Winter nach Paris begibt, sehen sie sich nachts und schließlich reist Gabriele ihm nach Paris nach. Sie verdingt sich heimlich bei ihm als Gärtnerbursche, weil sie ihm nahe sein will. Als Renald vom Verschwinden seiner Schwester erfährt, geht auch er nach Paris, um Hippolyt zur Rede zu stellen. Dieser aber, von Gabrieles Anwesenheit nichts ahnend, streitet Renalds Beschuldigungen ab. Als Renald Gabriele im Garten singen hört, glaubt er, sie werde mit Zwang festgehalten, und gerät außer sich. Versuche, sie zurückzuholen, scheitern, in der Folge lässt ihn der Graf in ein Irrenhaus bringen, aus dem er aber nach einigen Monaten fliehen kann.
Auch in Südfrankreich wächst der revolutionäre Aufruhr, daher hat der alte Graf Dürande vorsorglich alles Pulver im Eckturm seines Schlosses zusammentragen lassen. Die Nachricht von Renalds Rückkehr erschreckt ihn so, dass er stirbt. Hippolyt macht sich daher nach Dürande auf, in seinem Gefolge Gabriele, weiterhin als Gärtnerbursche getarnt. Angekommen, erhält er schriftlich ein Ultimatum von Renald, seine Schwester zu heiraten, aber da er Gabriele zunächst im Kloster gesucht hat, ist es zu spät für eine Antwort. Im darauf folgenden Sturm der Bauern und Renalds auf das Schloss vermischen sich revolutionäre Ereignisse und persönliche Rache Renalds. Um ihrem Geliebten Gelegenheit zur Flucht zu geben, trägt Gabriele dessen Mantel und zieht die Aufmerksamkeit auf sich, sodass Renald auf sie schießt. Sie flieht, dabei begegnet sie Hippolyt und er gesteht ihr seine Liebe. Renald findet das Paar kurz darauf und schießt den Grafen ins Herz. Ihre Leichen werden vom Schlossdiener in der Familiengruft begraben. Als Renald seine Schuld erkennt, gibt er sich selbst den Tod, indem er das Schloss in Brand steckt und zur Explosion bringt, als die Flammen den Pulverturm erreichen.

## Interpretationen
Nach Goethe dürfe ein Prosatext keine Moral predigen. Eichendorff beschließt seine Novelle mit dem Appell: „Du aber hüte dich, das wilde Tier zu wecken in der Brust, daß es nicht plötzlich ausbricht und dich selbst zerreißt.“ Somit verstößt er gegen diese Maxime. Jedoch erweist sich Eichendorff nach Kangnikoé Adama durch diese Moral als „Esprit éclairé de son temps“.
Die Novelle stellt die Klassenunterschiede im vorrevolutionären Frankreich anhand des privaten Konfliktes zwischen einem Adligen, dem jungen Grafen Dürande auf der einen Seite, und seinem Gegenspieler Renald beziehungsweise dessen Schwester Gabriele auf der anderen Seite dar. Die Liebe zwischen dem Grafen Dürande und der bürgerlichen Gabriele ist unstandesgemäß und daher in ihrer gesellschaftlichen Realität von vornherein zum Scheitern verurteilt.  Eichendorff steht als Adeliger auf der Seite des jungen Grafen Dürande. Die Gegenpartei, also die Angreifer auf das Schloss, sind – Renald ausgenommen – plünderndes „Gesindel“. Gleichwohl ist der Novelle einiges an Adelskritik immanent. Dabei steht die Person des alten Grafen Dürande für jenen Teil des Adels, der an überlebten aristokratischen Prinzipien festhält und jegliche Beziehung zum Volk verloren hat. Laut Manfred Häckel stünde dessen Tod am Vorabend der revolutionären Auseinandersetzung „symbolisch [für] die Sühne [...] seine[r] Schuld, in der sich zugleich das Versagen des herkömmlichen Adels abzeichnet.“
Die Figur des jungen Grafen ist vom Autor mit Sympathie gezeichnet worden. Er zeichnet sich durch eine ritterliche Haltung aus und hat die Beziehung zum einfachen Volk nicht verloren. Gleichwohl sieht auch er sich in einer dem Volke überlegenen Stellung und dieses ihm gegenüber als Bittsteller, etwa als er sagt: „Ich hab nichts mit dem Volk, ich tat ihnen nichts als Gutes, wollen sie noch Besseres, sie sollen's ehrlich fordern, ich gäb's ihnen gern, abschrecken aber laß ich mir keine Handbreit meines alten Grund und Bodens; Trotz gegen Trotz!“ An dieser Stelle kann sich der Gutsbesitzerssohn Eichendorff mit dem jungen Grafen identifizieren und seine eigene aristokratische Haltung wird sichtbar.
Für den jungen Grafen und Gabriele ist die Überschreitung der Standesgrenzen persönlich kein Problem. Doch in der absolutistischen Gesellschaft, in der sie leben, ist die Durchbrechung der Standesschranken nicht möglich. Die Vereinigung der beiden Liebenden findet erst im gemeinsamen Tod statt.

## Entstehungsgeschichte
Der Leipziger Buchhändler F. A. Brockhaus wandte sich an Eichendorff am 19. Oktober 1835 mit der Bitte, einen Beitrag zum Brockhausschen Taschenbuch beizusteuern, falls sich „ein günstiger Stoff zur Bearbeitung in Form einer Novelle [anböte], deren Veröffentlichung in einem Taschenbuche angemessen erscheint“. Es wäre ihm höchst angenehm einen Beitrag Eichendorffs in seiner „Urania“ zu wissen, „welcher mir die Ehre einer Geschäftsverbindung mit Euer Hochwohlgeboren verschaffte“. Eichendorff willigte ein, so dass „Das Schloß Dürande“ 1836 in der „Urania. Taschenbuch für das Jahr 1837“ erscheinen konnte.

## Rezeption
Zeitgenossen
- Am 3. November 1836 in der Zeitschrift „Phönix“[10], Frankfurt am Main: „Seine [Eichendorffs] Figuren jagen wie Schattenbilder über die Scene,…“
- Am 15. November 1836 in den „Blättern für literarische Unterhaltung“[11], Leipzig: „Liebe, Leben, Tod, Sprache, Charakteristik, Alles ist seltsam und in seiner Seltsamkeit poetisch,…“
- Philipp von Leitner, Berlin, am 16. November 1836 in „Literarische und Kritische Blätter der Börsen-Halle“[12], Hamburg: „Wir hören hier wieder einmal die Wälder rauschen, die Quellen sprechen, Nachtigallen singen,…“
- O. L. B. Wolff lobt im Dezember 1836 in der „Jenaischen Allgemeinen Literatur-Zeitung“[13] „die reiche Ausstattung des gesammten Gemäldes“ und hebt das Verhältnis der Protagonisten „zu dem Ganzen“ besonders hervor.
- In seinem Verriss vom 15. April 1837 in dem Blatt „Westfalen und Rheinland“[14] wirft Arnold Mundt den Verfasser in einen Topf mit Jean Paul. Diese Autoren hätten sich späterhin unbewusst selbst kopiert.

Französische Revolution
- Schillbach und Schultz[15] sehen die Novelle anno 1993 als Warnung des Autors. Nach dem Hambacher Fest in der Folge der französischen Julirevolution von 1830 müsse – so meine Eichendorff – der Ruf der Liberalen nach „Freiheit und Gleichheit!“ unterdrückt werden.
- Gemäß Helmut Koopmann[16] erkannte Eichendorff als tiefere Ursache der Französischen Revolution die „Emanzipation des Verstandes“.[17]
- Obwohl Eichendorff die Französische Revolution nicht gutheißen konnte, habe er sie doch als begreifliche Folge staatlichen Unrechts gesehen.[18]

Dreiecksbeziehung
- Renalds Beziehung zur Schwester Gabriele könne als inzestuös verstanden werden. Renalds Missverstehen der Beziehung von Gabriele zum jungen Grafen[19] und Gabrieles „Geschlechterwechsel“ lösten das tödliche Ende aus.[20]
- Nach Schulz[21] wird die „künstlerische Geschlossenheit“ der Novelle nicht durch das Revolutionsgeschehen erreicht, sondern den „Liebeskonflikt“. Die drei Protagonisten scheiterten hauptsächlich „an sich selbst“.

Vorbilder
- In manchen neueren Untersuchungen wird die Novelle als Variante des Michael Kohlhaas gesehen.[20][22][23] Otto Eberhardt entdeckte auch eine Verbindung zwischen Renald und Uhland.
- In jungen Jahren habe Eichendorff „Klara du Plessis und Klairant“ gelesen und sich später darauf besonnen.[24]

## Vertonung
Als Auftragsarbeit der Berliner Staatsoper wurde die gleichnamige Oper von Othmar Schoeck wurde am 1. April 1943 an der Staatsoper Unter den Linden uraufgeführt. Hermann Burte schrieb das Libretto nach Eichendorff. Es sangen Peter Anders, Maria Cebotari, Willi Domgraf-Fassbaender, Josef Greindl, Marta Fuchs und Gerhard Hüsch.
Im Jahr 2018 fand die konzertante Aufführung einer überarbeiteten Fassung der Oper statt, bei welcher das kompromittierte Werk und insbesondere die Schwierigkeiten des Librettos von Hermann Burte durch ein Nationalfondsprojekt an der Hochschule der Künste Bern „dekontaminiert“ wurden, wie der Rezensent der Neuen Zürcher Zeitung in einem Essay schreibt. Die erste Inszenierung dieser neuen Fassung fand im Meininger Staatstheater 2019 statt.

### Zitierte Textausgabe
- Das Schloß Dürande. Novelle S. 421–465 in Brigitte Schillbach (Hrsg.), Hartwig Schultz (Hrsg.): Dichter und ihre Gesellen. Erzählungen II. in Wolfgang Frühwald (Hrsg.), Brigitte Schillbach (Hrsg.), Hartwig Schultz (Hrsg.): Joseph von Eichendorff. Werke in fünf Bänden. Band 3. Deutscher Klassiker Verlag, Frankfurt am Main 1993. ISBN 3-618-60130-1